# Беллазо, Джованни Баттиста

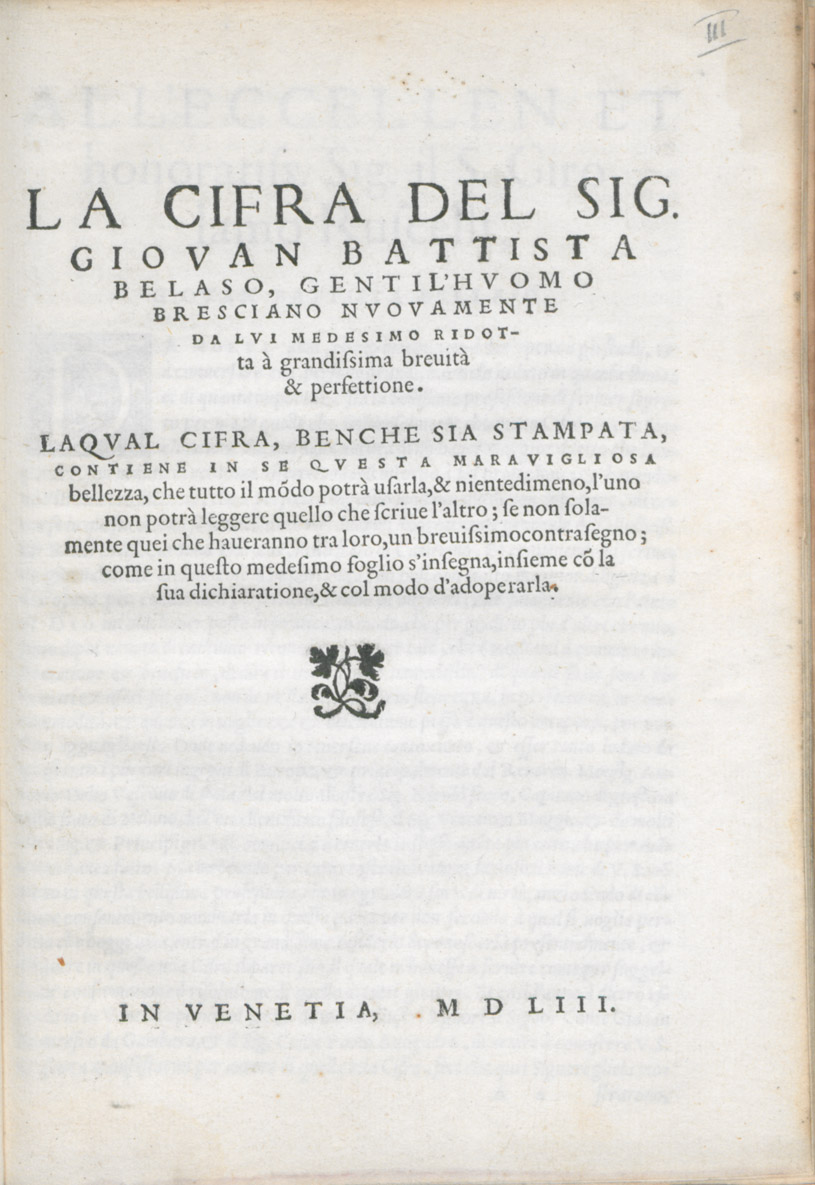
La cifra («Шифр»), 1553 г.

Джованни Баттиста Беллазо (Брешия, 1505] — ?) — итальянский криптолог. Изобретатель шифра с автоключом, известного как шифр де Виженера.

## Биография
Родился в знатной семье в 1505 году. Его отцом был Пьервинченцо, патриций Брешии, владелец с дома в городе и загородного поместья в Каприано, в районе под названием Фенили Беласи (амбары Беллазо), включая часовню Святой Троицы. Капеллан каждый год получал регулярную зарплату и запас дров. Фамильный герб : «На голубом поле три головы красноязычных золотых львов, вид сбоку».
Получил степень по гражданскому праву в Падуанском университете в 1538 году.
Французский криптолог Блез де Виженер писал, что служил секретарём в свите кардинала Родольфо Пио ди Карпи, и приписал ему изобретение шифровальной таблицы, известной в настоящее время как таблица Делла Порта. Беллазо занимался шифрованием в то время, когда это искусство пользовалось большим спросом при всех итальянских дворах, главным образом в Римской курии. В этот золотой период истории криптографии он был лишь одним из многих секретарей, которые из интеллектуальной страсти или по реальной необходимости экспериментировали с новыми системами в ходе своей повседневной деятельности. Его шифр ознаменовал собой новую эпоху и считался неприступным на протяжении четырёх столетий.

## Труды
Полиалфавитная замена смешанными алфавитами, приписывается Леону Баттисте Альберти, который описал её в своем знаменитом трактате De cifris 1466 года. Именно Джованни Баттиста Беллазо первым предложил идентифицировать алфавиты с помощью согласованного контрзнака или ключевого слова в автономном режиме. Он также обучал различным способам смешивания шифралфавитов, чтобы освободить корреспондентов от необходимости обмениваться таблицами для расшифровки.

### La Cifra del Sig

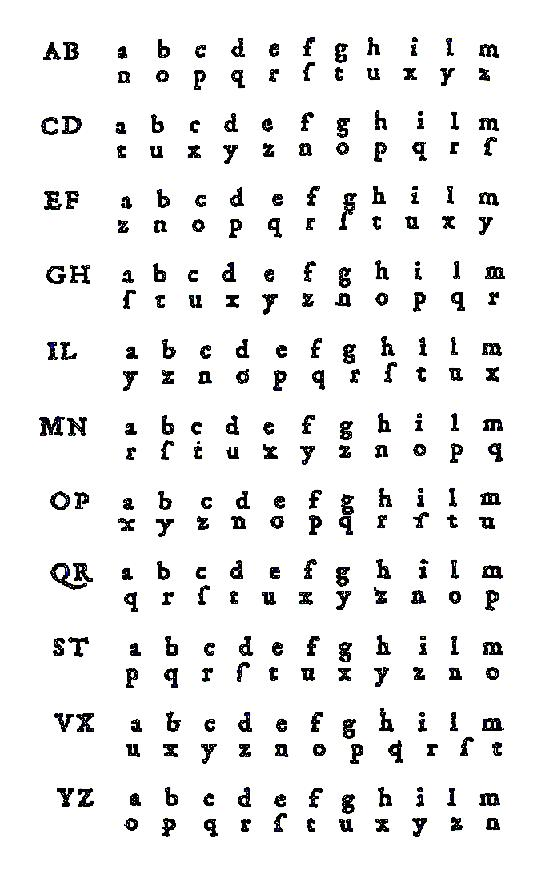
La cifra del Sig. Венеция 1553 г. Обратная таблица

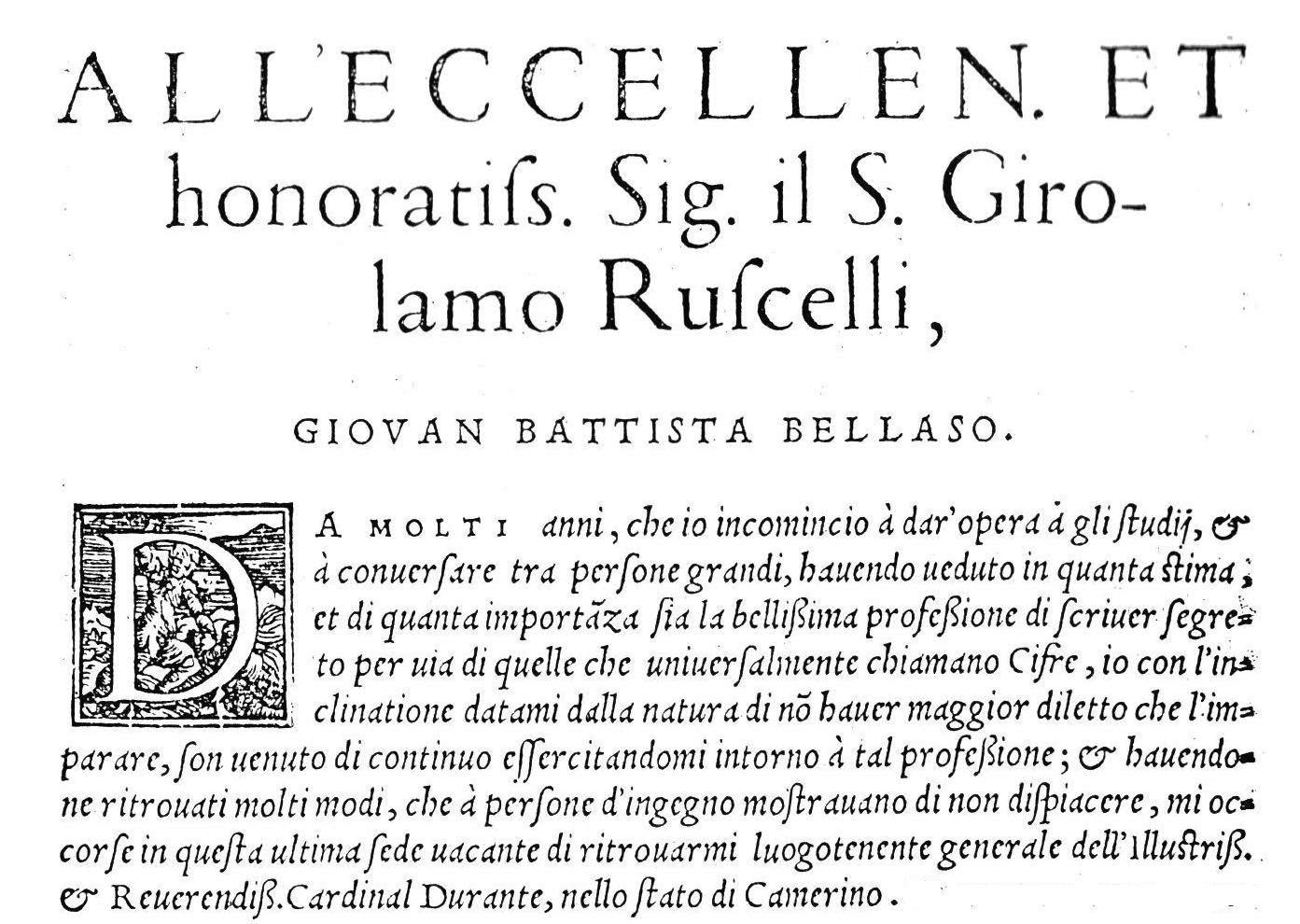
La cifra del Sig.. Венеция 1553 г. Предисловие

В 1553 году он опубликовал свой первый и самый важный буклет: «La Cifra del Sig». Для реализации этого шифра формируется таблица путём сдвига нижней половины обычного алфавита на очевидно случайное количество мест относительно верхней половины. Таблицу можно заполнять по памяти, перемещая нижний список на одну позицию вправо, следуя алфавитному порядку индексных букв, сначала гласные, затем согласные: A, E, I, O, V, C, G, M, Q, S, Y. Шифрование выполняется с использованием согласованной фразы, называемой контрзнаком, помещаемой поверх открытого текста. Пользуясь таблицей, букву открытого текста заменяют буквой, которая находится над или под ней в алфавите, определяемом заглавной буквой контрзнака.
Шифрование:
VIRTVTIOMNIAPARENT VIRTVTIOMNIAPARENT VI   Countersign
larmataturchescapa rtiraacinquedilugl io   Plaintext
SYBOVEYLDANVOFSZLP IINCVPNSHMLRNXOIZN RD   Ciphertext
Расшифровка:
VIRTVTIOMNIAPARENT VIRTVTIOMNIAPARENT VI   Countersign
SYBOVEYLDANVOFSZLP IINCVPNSHMLRNXOIZN RD   Ciphertext
larmataturchescapa rtiraacinquedilugl io   Plaintext
Этот шифр представляет собой побуквенную полиподстановку с использованием длинной ключевой строки. Система по-прежнему является периодической, хотя использование одного или нескольких длинных контрзнаков делает её достаточно безопасной. Эта особенность полностью соответствует принципу Керкхоффса .

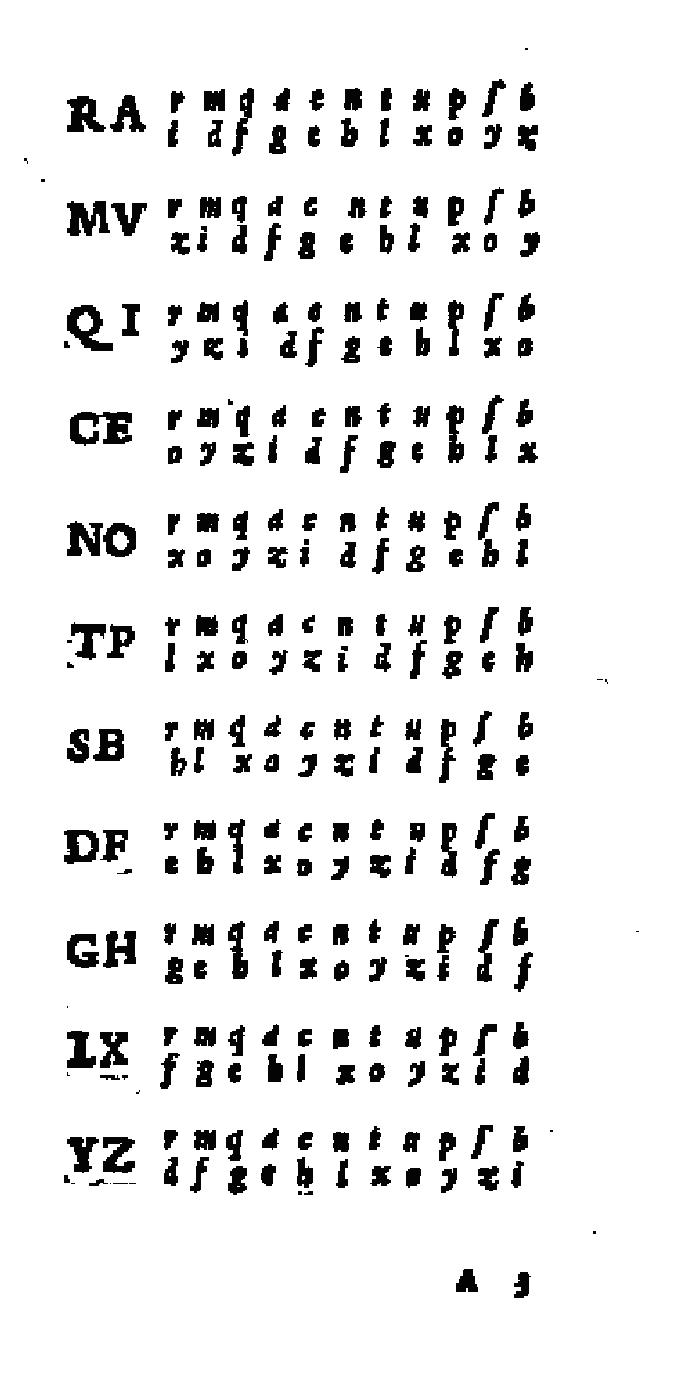
Novi et singolari modi di cifrare … .. 1555 г. Кодовая таблица со смешанными алфавитами.

### Novi et singolari modi di cifrare
Второй буклет Белласо появился в 1555 году как продолжение первого. Нижние половины алфавитов теперь регулярно смещаются, но алфавиты и указательные буквы смешиваются с помощью мнемонической ключевой фразы, которая может быть разной у каждого корреспондента.
Arma uirumque cano troie qui primus ab oris
Длинный ключ: Qui confidunt in Domino etc...
Шифрование:
QQQQ UUUU IIII ... Countersign
Giul ioCe sare ... Plaintext
NQHP MSGN XDYT ... Ciphertext

### Il vero modo di scrivere in cifra

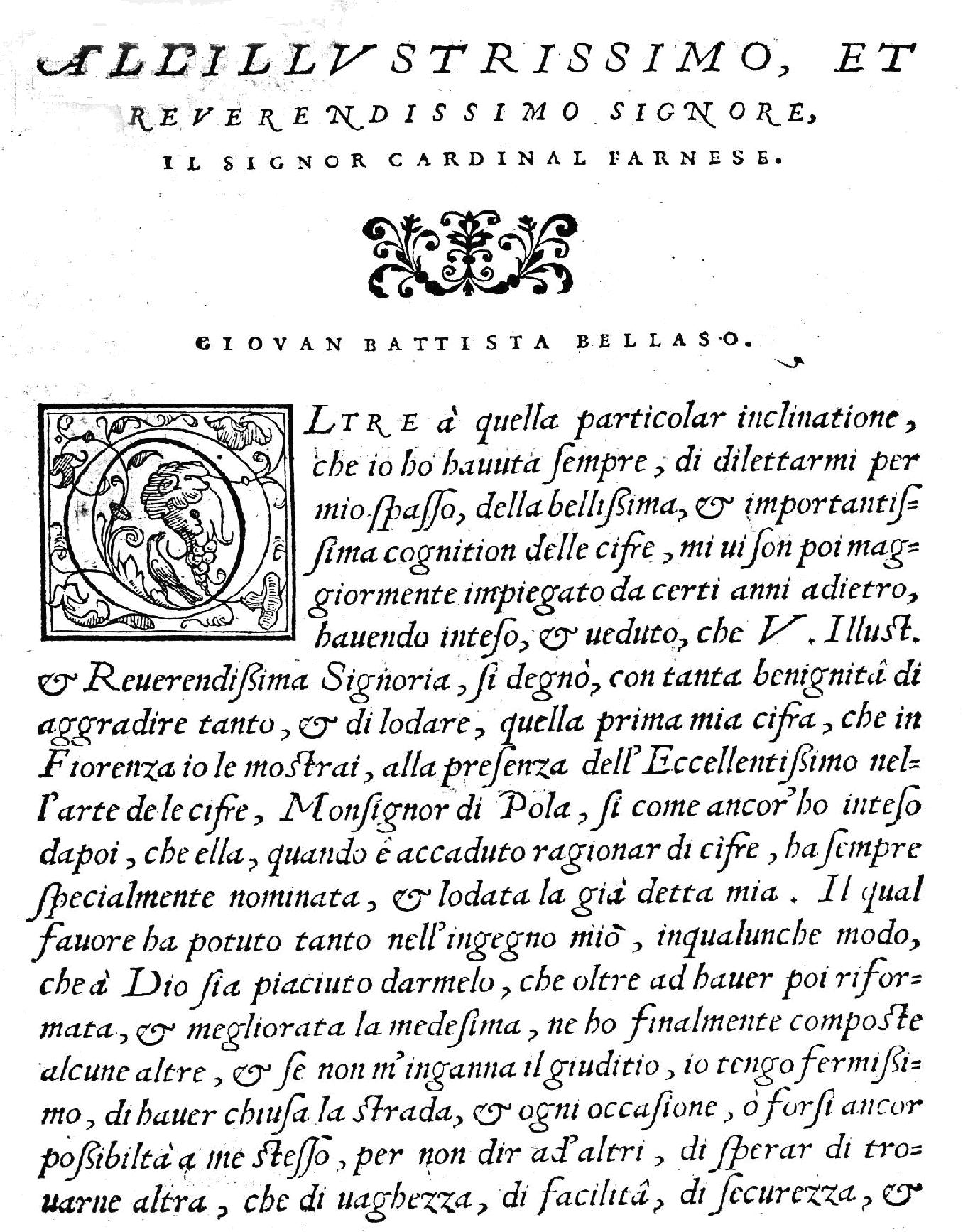
Il vero modo di scrivere in cifra… 1564 г. Предисловие

Третья книга Беллазо была напечатана в 1564 году и посвящена Алессандро Фарнезе. Он повторяет предыдущие шифры с новыми вариациями. Все таблицы используются с надписями или индексными буквами или без них. Шифрование выполняется пословно или по одной букве за раз.

### Издания
- La cifra (in Italian). Venezia. 1553.
- Novi et singolari modi di cifrare (in Latin). Brescia: Lodovico Britannico (1.). 1555.
- Il vero modo di scrivere in Cifra con facilità, prestezza, et securezza di Misser Giovan Battista Bellaso, gentil’huomo bresciano, Brescia, 1564.

## Автоключ
Одной из новинок является шифрование с использованием открытого текста в качестве ключа. Эта форма автоключа предполагает использование смешанного алфавита и лишена критических недостатков системы Джероламо Кардано. Одна из форм шифрования выглядит следующим образом. Используя открытый текст «Ave Maria gratia plena» с таблицей IOVE Беллазо, начальные буквы каждого слова используются в качестве ключа. Остальные буквы текста затем шифруются последующими алфавитами.
___ A____ M_____ G____ P__
aue maria gratia plena ...
MOB CXIVE QLTHXV FRDBE ...
Двадцать два года спустя Блез де Виженер описал другую форму автоматического ключа, используя стандартную таблицу с одной буквой, который более уязвим, чем у Беллазо, из-за своей регулярности. Очевидно, что криптограмма будет решена максимум за 20 попыток, если по очереди пробовать в качестве ключей все буквы алфавита. Сам Виженер откровенно хвалится идеальной правильностью своего шифра:

«J’y ay, de mon invention puis-je dire, amené l’artifice de faire dependre toutes les lettres l’une de l’autre, ainsi que par enchaisnement, ou liaison de maçonnerie» [Vigenère, f. 36v.].
Важная роль Беллазо в криптографии признается историками. По словам Дэвида Кана:

“in combining the best of his two predecessors – the mixed alphabet of Alberti and the letter-by-letter encipherment of Trithemius – with his own brilliant idea of a literal key, he created the modern concept of polyalphabetic substitution” [Kahn, 1973].

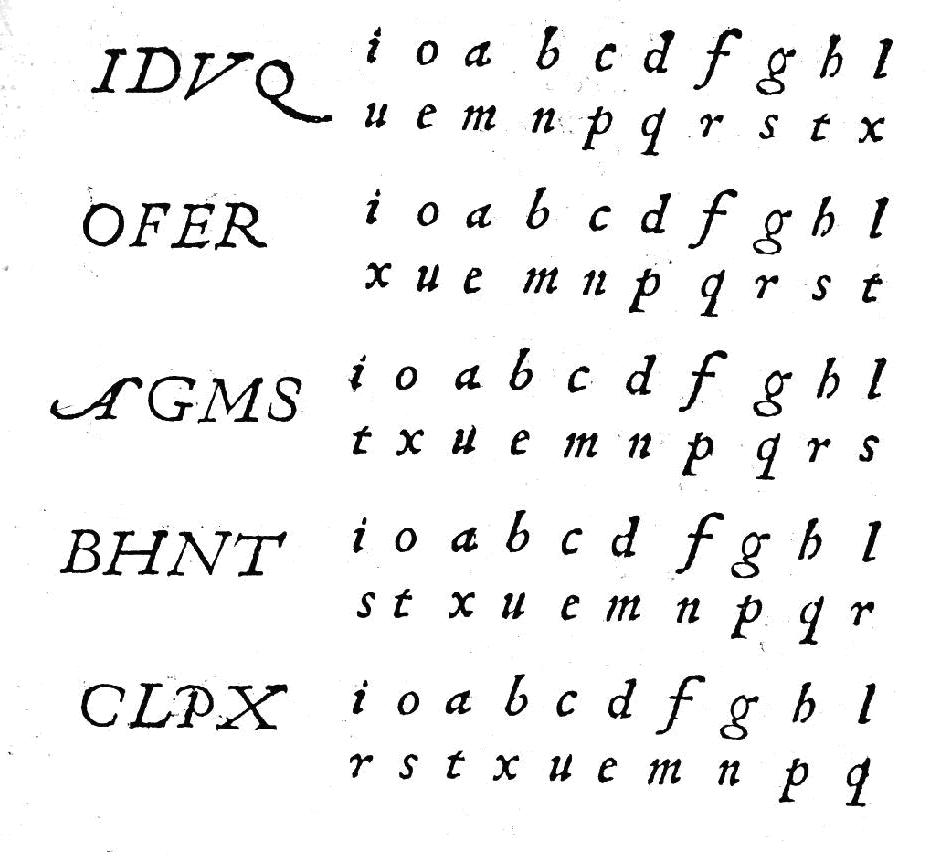
Il vero modo di scrivere in cifra… 1564 г. Обратная таблица с ключевым словом IOVE

Беллазо с горечью пишет в 1564 году, что кто-то в том же году «щеголял в его одежде и лишал его трудов и почестей». Это явный намек на Делла Порта, который напечатал обратную таблицу в 1563 году, не упомянув истинного изобретателя.

### Вызов
Беллазо предложил своим критикам раскрыть некоторые криптограммы, зашифрованные в соответствии с его рекомендациями. Он также предоставил следующую подсказку, которая поможет разгадать одну из них: «Криптограмма содержит объяснение, почему два шара, один железный, а другой деревянный, брошенные с высоты, упадут на землю одновременно». Это изложение закона свободного падения тел за сорок лет до Галилея.